# Parnassius jacquemontii
Parnassius jacquemontii är en fjärilsart som beskrevs av Jean Baptiste Boisduval 1836. Parnassius jacquemontii ingår i släktet Parnassius och familjen riddarfjärilar. Inga underarter finns listade i Catalogue of Life.

## Bildgalleri

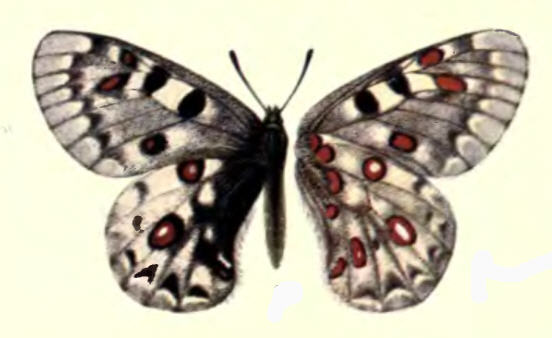